# Rudolf Kolbitsch
Rudolf Kolbitsch (* 21. Mai 1922 in Wels; † 7. Februar 2003) war ein österreichischer Maler und Grafiker.
Der Künstler lebte in seinem Geburtsort Wels, wo auch eine Straße nach ihm benannt wurde. Zunächst waren die Abscheulichkeiten des Krieges und der gefährdete Mensch im Mittelpunkt seines Schaffens als Grafiker. Später wandte er sich der religiösen Kunst zu. Er stellte die Thematik des Leidensweges Christi und das Wunder der Schöpfung ins Zentrum seiner Werke. Er schaffte vorwiegend Auftragsarbeiten für sakrale und sonstige öffentliche Gebäude. Die Entwürfe für Bleiglasfenster in mehr als einhundert Kirchen in Oberösterreich stammen aus seiner Hand.

## Ausbildung und Werdegang
Professor Kolbitsch absolvierte nach Abschluss der Goldschmiede-Lehre im Jahr 1941 den Militärdienst, wo er sich 1943 eine dauernde Lähmung des linken Armes zuzog. Nach dem Krieg absolvierte er eine Ausbildung bei Emil Pirchan an der Akademie der bildenden Künste Wien und bei von 1947 bis 1958 bei Karl Hauk, Herbert Dimmel, Walter Ritter und Wolfgang von Wersin an der Kunsthochschule der Stadt Linz.
Seine Fertigkeiten konnte er einerseits bei zahlreichen Kirchengestaltungen und andererseits bei der Herstellung von Werken, die von Museen angekauft wurden, unter Beweis stellen. Er war Mitglied der Wiener Secession und der Künstlervereinigung MAERZ. 1971 erhielt er den Professorentitel.
Seine Laufbahn als Gestalter zahlreicher Kirchenfenster in Oberösterreich begann mit den Fenstern in der Mayrkapelle am Pöstlingberg. Symbolische Blutopfer war eine Glasfensterarbeit in Mischtechnik mit eingelassenem Glas und glasmalerischen Akzenten, in der in einer geometrisch aufgelösten Komposition die Gebeine Christi zu erkennen sind.
Internationale Beachtung fand Kolbitsch mit 15 Kreuzwegstationen, die er 1976 für die Pfarrkirche Nowa Huta bei Krakau geschaffen hatte. Der damalige Erzbischof von Krakau und spätere Papst Karol Wojtyla machte diese Kreuzwegstationen zum Ausgangspunkt einer in Buchform veröffentlichten Meditation.
Seine künstlerische Laufbahn zeichnet ihn als ausgewogenen Gestalter aus, der keine Experimente eingeht und gleichzeitig gediegene christliche Darstellungsweisen auf Bildern mit und ohne erzählerischem Inhalt anwendet, die sich den unterschiedlichen, meist aber traditionell modernen Kirchenräumen anpassten. Die von ihm angewendete Farbpalette war einmal bunt, dann wieder schwarz.
Kolbitsch gehörte viele Jahre neben Thomas Pühringer und Peter Kubovsky einem künstlerischen Beratungsgremium an, das bei Entscheidungen über die Aufnahme eines Künstlers in das Linzer Atelierhaus des Linzer Stadtmuseums Nordico angehört wird.

## Werke

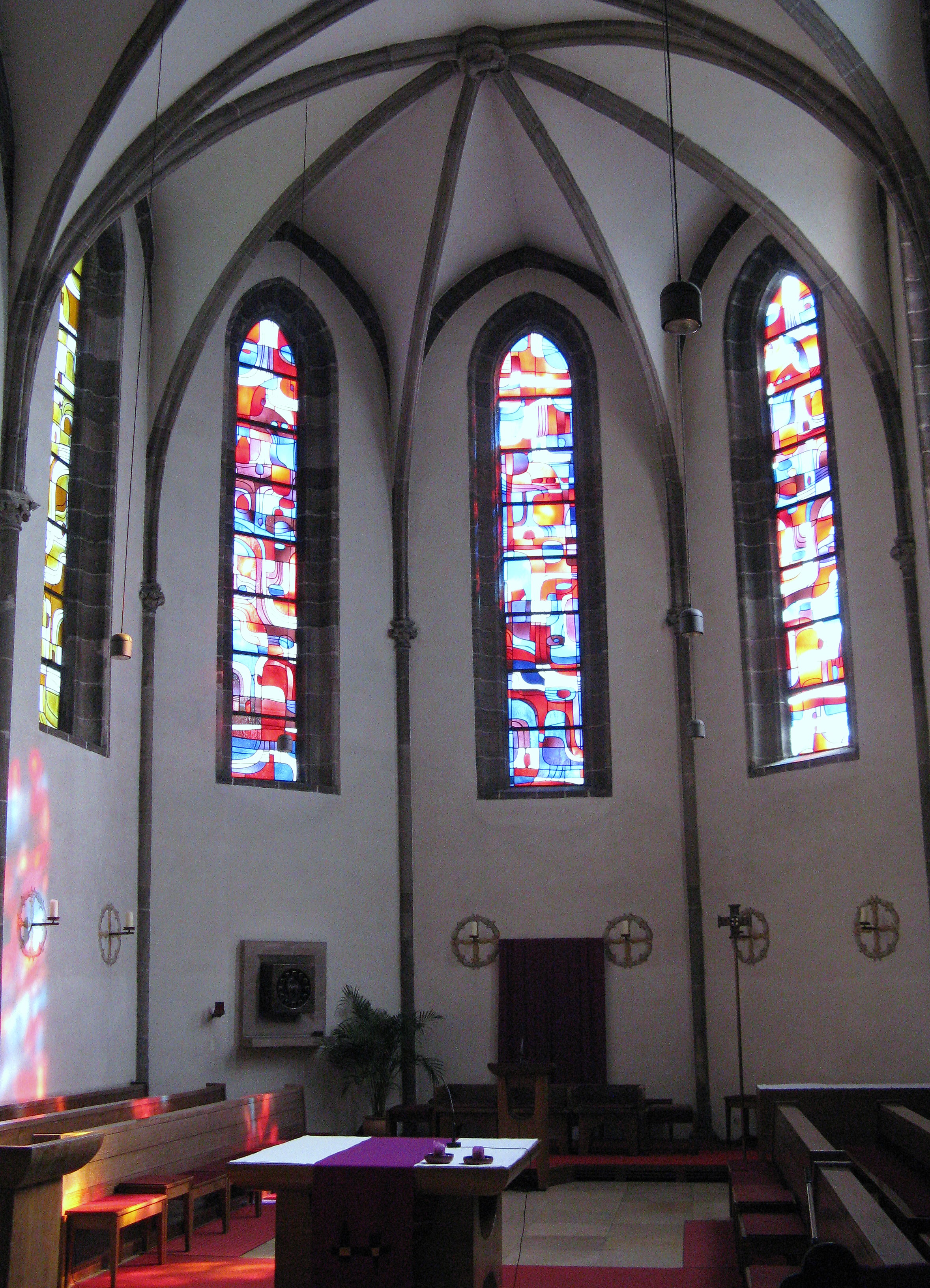
Kirchenfenster von Rudolf Kolbitsch im Altarraum der Stadtpfarrkirche Perg

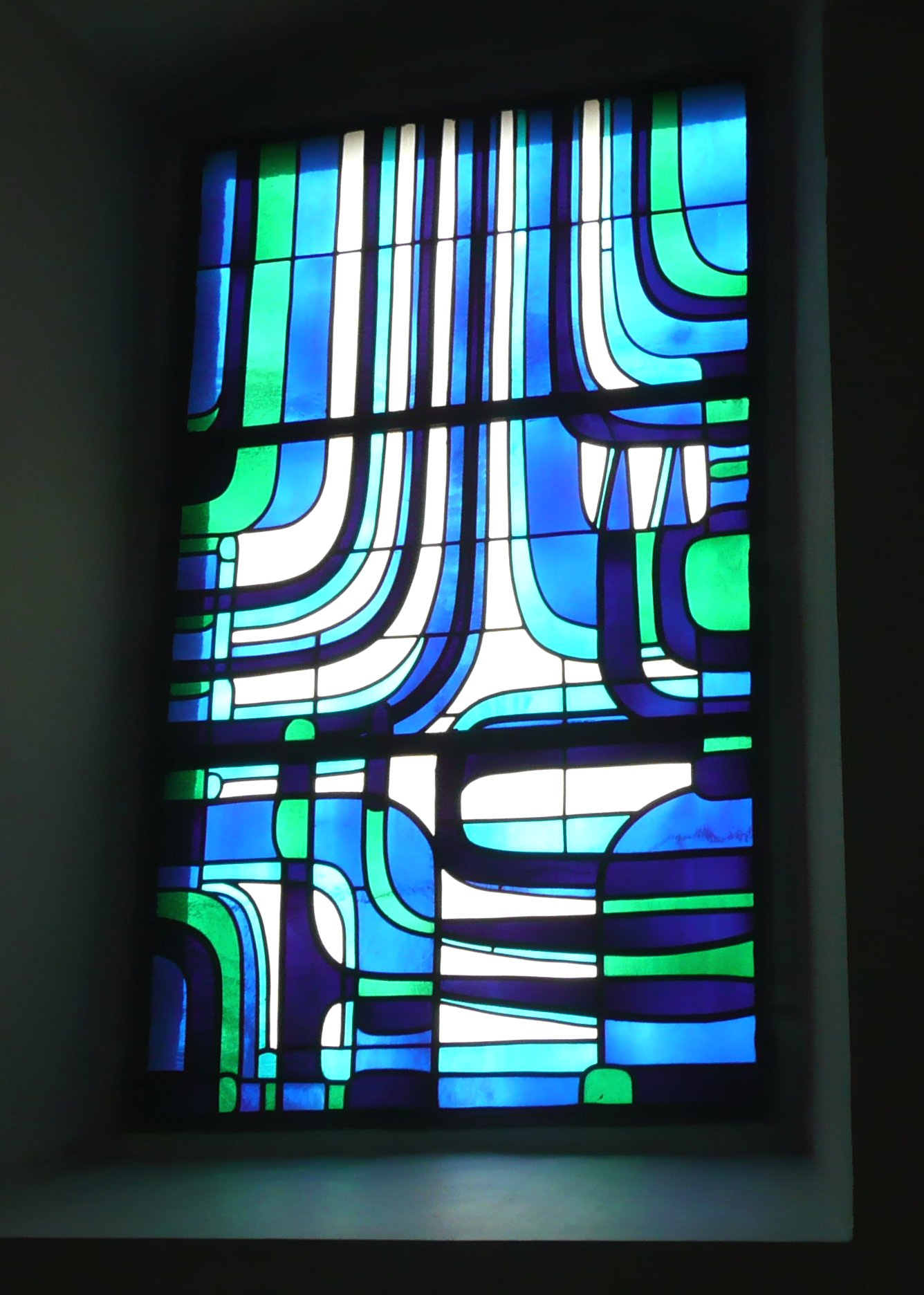
Kirchenfenster von Rudolf Kolbitsch in der Stadtpfarrkirche Linz-Urfahr

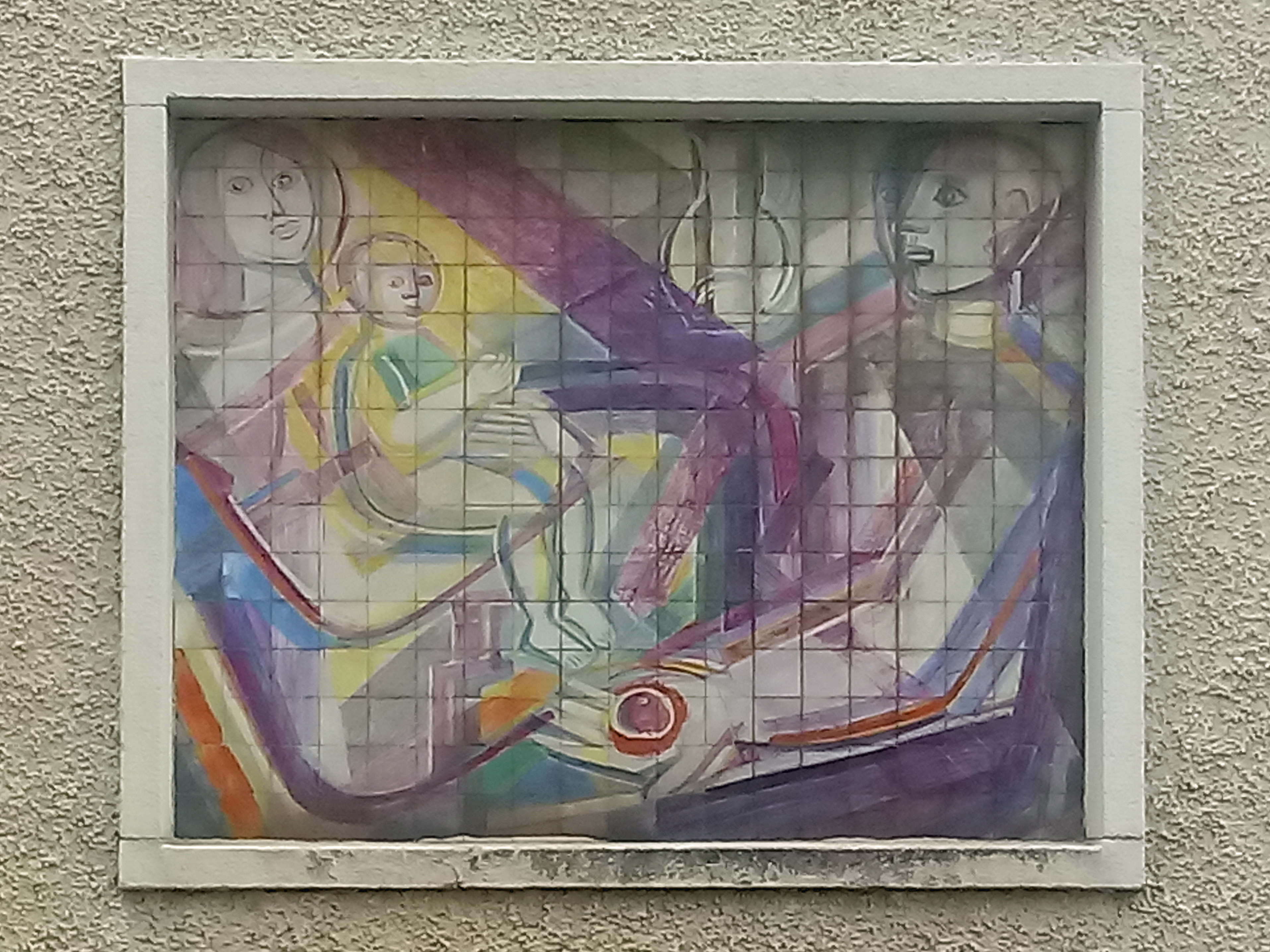
Bemalte Wandfliesen Familie mit Krug von Rudolf Kolbitsch in der Bürgerstraße 65 in Linz

Etwa 170 Radierungen und Stahlätzungen sowie zahlreiche Entwürfe für Glasgemälde, Glastüren und Glasfenster (vor allem in oberösterreichischen Kirchen und sonstigen öffentlichen Gebäuden). Unvollständige Aufzählung von Werken:
- Hochaltar der Don-Bosco-Kirche in der Fröbelstraße 30 in Linz (zusammen mit Fritz Goffitzer 1948/1949)
- Atelierfenster (1949)
- Ornamentales Sgraffito (zwei taubenähnliche Vögel mit Verpackungsschleife) auf dem Haus Pfarrplatz 16, Linz, (1952)
- Glasfenster Symbolische Blutopfer in der Mayrkapelle am Pöstlingberg (1952)
- Ornamentale Betonglasfenster in einfachen Farben in der Sonnenhofkapelle, Sonnenpromenade 50, Freinberg - Froschberg, Linz (1952)
- Drahtplastik Frosch für die Froschbergschule in Linz (1952)
- Aquarell Salzburg
- Eisenradierung Anbetung der Könige (1955)
- Eisenradierzyklus Der Krieg (1955)
- Keramikmosaik Paradiesgarten, Römerstraße 92, Römerberg-Margarethen, Linz Zentrum (1955)
- Bemalte Wandfliesen in einer gerahmten Wandnische Familie mit Krug, Bürgerstraße 65, Linz (1956)
- Kreuzweg der Bindermichlkirche Linz (1956)
- Kreuzweg im Petrinum mit 15 Stationen in der Technik der Stahlätzung (1958)
- Gegenstandslose Glasfenster in der Dr.-Ernst-Koref-Schule in Linz (1960)
- Glas-Tonmosaik Lebensbaum mit stilisierten, vereinfachten und mitunter etwas naiv anmutenden Formen von Mensch und Tier in der Dr.-Ernst-Koref-Schule in Linz (1960)
- Glasfenster Kapelle des Seminarhauses Schloss Puchberg bei Wels (1960)
- Glasfenster der Kinderspitalskapelle in Linz (1961)
- Großes leuchtendes Fenster in der Bußkapelle der Kirche St. Theresia in Linz (1961)
- Glasfenster der Karmelitinnenkirche in Linz (1961)
- Glasfenster der Kirche Sankt Konrad (1961)
- Glasfenster im Erweiterungsbereich der Pfarrkirche Wernstein am Inn (1966/1967)
- Glasfenster in der Filialkirche Ebensee-Roith (ca. 1969)
- Glasfenster im Nordanbau der Pfarrkirche Rainbach im Mühlkreis (1969/1970)
- Glasfenster in der Kirche in Zwettl an der Rodl (1970)
- Glasfenster in der Hauskapelle des Ledigenheims beim Priesterseminar (1972)
- Glasfenster Schöpfung in der Kirche Sankt Konrad (1972)
- 20 Glasfenster sowie das Nordportal in der Stadtpfarrkirche Perg (1973)
- Glasfenster in der Pfarrkirche hl. Leopold in Linz (1987)
- Glasfenster in der Pfarrkirche Sankt Matthäus in Pinsdorf (1975/1976)
- Glasgemälde und Türen in der Priesterseminar-Kapelle (1976)
- Glasfenster in der Taufkapelle der Stadtpfarrkirche Linz-Urfahr (1976)
- Altar- und Prozessionskreuz in der Kirche St. Theresia in Linz
- Kreuzweg in der Kirche St. Theresia in Linz (Abdruck eines Werkes in Stahlätzung, das Kolbitsch 1977 in Nowa Huta geschaffen hatte)
- Vergoldeter Deckel des Taufwasserbeckens in Metallätzung in der Kirche St. Theresia in Linz
- Glasmalerei, Tabernakel, Kreuzwegbilder, geätztes Türblatt der Eingangstüre der Kapelle im Bildungszentrum St. Benedikt Seitenstetten (1977–1979)
- Glasfenster und Gemälde als Zyklus von der Schöpfung über Kreuzigung bis zur Auferstehung in der Kapelle vom Bildungshaus St. Hippolyt (1981)
- Glasfenster der Pfarrkirche Hagenberg im Mühlkreis (1982/1983)
- Ausstattung der Kapelle im Alumnat St. Pölten (1989/1990)
- Kapelle des Seminarhauses Sankt Klara in Vöcklabruck
- Heiligengeistfenster für Waldhausen im Strudengau
- Pfarrkirche Pasching OÖ: Glasfenster, Eingangstüren, Tabernakel in der Wochentagskapelle

## Auszeichnungen
- 1953 Teilnahme an der Internationalen Sommerakademie für Bildende Kunst Salzburg unter der Leitung von Oskar Kokoschka
- 1954 Preis des Landes Oberösterreich beim Österreichischen Grafikwettbewerb in Innsbruck
- 1957 Preis des Landes Oberösterreich beim Österreichischen Grafikwettbewerb in Innsbruck
- 1971 Ernennung zum Professor
- 1992 Heinrich-Gleißner-Preis
- Benennung der Rudolf-Kolbitsch-Straße in Wels